# Canon EOS M5
La Canon EOS M5 è una fotocamera digitale mirrorless annunciata da Canon il 15 settembre 2016 e in vendita dal novembre 2016. Come tutte le Canon serie EOS M la M5 usa la baionetta EF-M ma è disponibile un adattatore ufficiale che permette di usare obiettivi EF ed EF-S. Nella prima metà del 2017 risulta essere il modello di punta della serie mirrorless offerta da Canon

## Caratteristiche tecniche
- Attacco Canon EF-M[3]
- Sensore CMOS APS-C da 24.2 megapixel dual-pixel, lo stesso usato nella Canon EOS 80D
- Iso 100 - 25600
- Display touchscreen da 1.62 milioni di punti articolato con ribaltamento inferiore
- Mirino elettronico OLED da 2.36 milioni di punti. La EOS M5 e la prima mirrorless Canon con un mirino elettronico integrato.
- Processore DIGIC 7